# اکسالیل فلوئورید
اکسالیل فلوئورید (به انگلیسی: Oxalyl fluoride) با فرمول شیمیایی C۲F۲O۲ یک ترکیب شیمیایی با شناسه پاب‌کم ۹۶۶۸ است. که جرم مولی آن ۹۴٫۰۱۷ g/mol می‌باشد. شکل ظاهری این ترکیب، پودر سفید است.